# Johann Friedrich Colberg
Johann Friedrich Colberg (* 11. Juni 1693 in Greifswald; † 3. November 1761 in Stralsund) war ein deutscher evangelisch-lutherischer Geistlicher.

## Leben
Johann Friedrich Colberg stammte aus einer pommerschen Theologenfamilie. Er war ein Sohn des Greifswalder Theologieprofessors Ehregott Daniel Colberg (1659–1698). Nach Schulbesuch in Wismar, wohin sein Vater 1694 berufen wurde, und (nach dem Tod seines Vaters) in Breslau, begann er 1713 sein Studium an der Universität Rostock. Zusammen mit Joachim Christopher Wendt wechselte er an die Universitäten Wittenberg und Leipzig und schloss dann sein Studium an der Universität Greifswald ab.
1723 wurde er Diaconus (2. Pastor) und 1735 Hauptpastor der Jakobikirche. 1745 erfolgte seine Berufung zum Pastor der Nikolaikirche und zum Superintendenten in Stralsund.
Sein Sohn Ehrenfried Christian Colberg (* 28. August 1729; 16. Januar 1804) wurde ebenfalls Theologe und Superintendent in Stralsund.

## Werke
- Eine kleine Kinder-Bibel.  1739.
- Das Glaubens-Bekenntniss eines evangelischen Lehrers von der Gewissheit der Seligkeit in Cristo Jesu. 1754.
- Die Confirmation oder Kinder-Bestätigung, wie sie in unsern Evangelischen Kirchen, besonders in Stralsund, gebräulich ist, und nach der Pommerschen Kirchen-Agende ... verrichtet wird ... 1763.